# Une soirée d'enfer (Les Simpson)
Une soirée d'enfer (France) ou Une soirée romantique (Québec) (Some Enchanted Evening dans la version originale) est le 13e et dernier épisode de la première saison de la série télévisée d'animation Les Simpson. Bien que ce soit le premier épisode produit, il a été diffusé en dernier plus de quatre mois après le premier épisode en raison de problèmes d'animation nécessitant de nombreuses retouches.
L'épisode raconte la soirée de Bart, Lisa et Maggie en compagnie d'une baby-sitter recherchée par la police pendant qu'Homer et Marge passent la nuit à l'hôtel.

## Synopsis
Marge ne se sent pas aimée par Homer et appelle une station de radio pour parler de ses problèmes au Dr Marvin Monroe. Monroe incite Marge à confronter Homer au sujet de ses sentiments. Homer, qui a entendu la conversation dans une radio de la centrale, se sent mal et, après s'être arrêté à la taverne de Moe, revient chez lui avec une seule rose et une boîte de chocolats. L'humeur de Marge s'adoucit immédiatement et Homer décide d'offrir à Marge une soirée en ville en tête-à-tête : dîner dans un restaurant chic et nuit dans un motel. Marge essaie d'engager une gardienne d'enfants du service de gardiennage local, mais elle est refusée en raison des agissements précédents de ses enfants. Homer appelle plus tard et, après s'être identifié en tant qu'Homer Sampson, est capable d'obtenir une gardienne.
Plus tard, Mlle Botz, une femme intimidante, arrive pour garder les enfants. Sur les conseils de Marge, Botz fait regarder Les joyeux petits lutins et l'ourson curieux à Bart et Lisa, cependant, ce n'est pas long avant qu'elle quitte la salle et Bart, qui s'ennuie avec les joyeux petits lutins, change de chaîne pour quelque chose qui est plus de son goût. Il tombe sur une station diffusant Les plus armés et les plus dangereux d'Amérique qui parle d'une cambrioleuse recherchée surnommée la baby-sitter démoniaque. Le présentateur avertit aussi les téléspectateurs que la suspecte, nommée Lucille Botzkowski, peut « se cacher derrière un pseudonyme ingénieux ». Une photo de la suspecte confirme les soupçons de Bart et Lisa : Mlle Botz est la baby-sitter démoniaque. Au même moment, elle entre dans la salle et Bart et Lisa essaient de se cacher, mais elle les trouve facilement, les ligote et les force à regarder la cassette des Joyeux petits lutins pendant qu'elle finit de cambrioler la maison.
Plus tard, Maggie se réveille, descend les escaliers et découvre que son frère et sa sœur sont ligotés devant la télévision. Finalement, elle les libère et ils réussissent à assommer leur gardienne avec une batte de baseball. Après l'avoir ligotée, les enfants appellent les autorités dans une cabine téléphonique près de chez eux puisque Mlle Botz a rendu tous les téléphones de la maison non opérationnels. Pendant ce temps, Marge décide d'appeler pour vérifier si tout va bien à la maison, mais personne ne répond, ce qui l'inquiète et la fait retourner chez elle avec Homer. Tout ce qu'ils trouvent, c'est Mlle Botz ligotée, donc, Homer, ne connaissant pas sa vraie identité, la libère et la laisse fuir juste avant que les autorités arrivent pour l'arrêter.

## Premières apparitions
- Lucille Botzcowski